# Ambrogio Marchioni
Ambrogio Marchioni (ur. 31 sierpnia 1911 w Neapolu, zm. 27 lutego 1989) – włoski duchowny rzymskokatolicki, arcybiskup tytularny, dyplomata papieski.

## Biografia
26 maja 1934 otrzymał święcenia prezbiteriatu i został kapłanem archidiecezji neapolitańskiej.
1 lipca 1959 papież Jan XXIII mianował go nuncjuszem apostolskim w Salwadorze i Gwatemali. 14 października 1961 został arcybiskupem tytularnym severiańskim. 12 listopada 1961 przyjął sakrę biskupią z sekretarza Świętej Kongregacji Konsystorialnej kard. Carlo Confalonieriego. Współkonsekratorami byli sekretarz Świętej Kongregacji Nadzwyczajnych Spraw Kościelnych abp Antonio Samorè oraz urzędnik Świętej Kongregacji Świętego Oficjum abp Pietro Parente.
Jako ojciec soborowy wziął udział w soborze watykańskim II (z wyjątkiem drugiej sesji). 1 września 1964 zakończył misję w Salwadorze i Gwatemali. W kolejnym latach pracował w Sekretariacie Stanu.
30 czerwca 1967 papież Paweł VI mianował go nuncjuszem apostolskim w Szwajcarii. Urząd ten pełnił do września 1984, gdy przeszedł na emeryturę.